# 화성의 운하

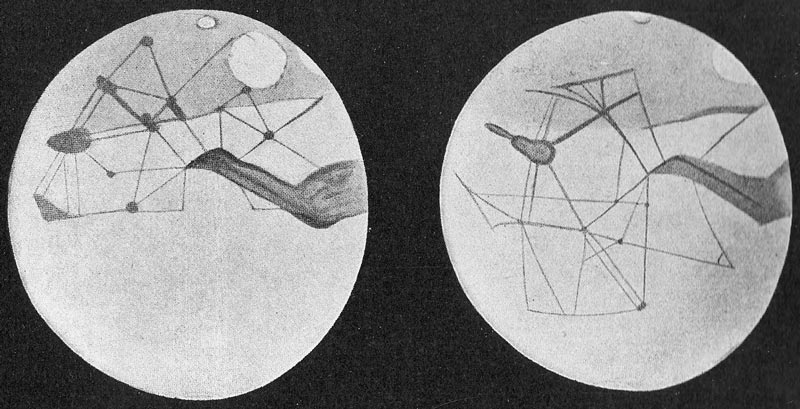
퍼시벌 로웰의 화성 운하 그림.

19세기 말부터 20세기 초까지 사람들은 화성에 운하가 존재한다고 잘못 믿고 있었다. 이는 화성 표면에 긴 선이 엮여 있는 것을 부르는 말이었으나, 20세기 전반 더 좋은 기술로 관측한 사진에서는 더 이상 이런 것이 나타나지 않아 ‘운하’란 일종의 착시였음이 밝혀졌다.

## 역사
화성의 알베도 지형을 ‘카날레(이탈리아어: canale, 복수 canali)’라고 처음 부른 사람은 1858년 안젤로 세키로, 그는 시트리스 메이저 고원처럼 거대한 반점처럼 보이는 지형도 그렇게 불렀다. 1877년 조반니 스키아파렐리가 화성이 충일 때 표면에 긴 줄무늬가 엮인 모습을 처음 발견했으며, 이를 역시 ‘카날리(canali)’라고 불렀다.
흔히 이탈리아어 ‘카날레(canale)’를 영어 ‘캐널(canal)’로 번역하면서 운하가 된 것으로 알려져 있으나, 이탈리아어 canale와 영어 canal 모두 자연적인 도랑·협곡과 인공적인 수로·운하 양쪽을 뜻하는 낱말이다. 하지만 1869년 수에즈 운하가 개통되고 1880년 파나마 운하도 착공하는 등 운하에 대한 관심이 증가하면서 사람들은 화성에도 운하가 있지 않을까 하는 생각을 가지게 되었다. 1889년 천문학자 찰스 어거스트 영은 스키아파렐리의 1877년 관측에서는 나타나지 않던 자리에 더 많은 수로(canal)가 생긴 것을 1881년에 확인할 수 있었다면서, 그 기원에 대해 “매우 중요하며 당혹스러운” 의문점을 남긴다고 기록했다.
19세기 말 천문학자들은 사진을 쓰지 않았고 망원경에 비친 상을 보고 따라 그리는 식으로 관측을 했다. 당시 과학자들은 화성의 자전 주기와 자전축 기울기가 지구와 거의 같다는 것을 알고 있었으며, 화성의 극관이 계절에 따라 커졌다 작아졌다 하는 것을 관측할 수 있었다. 그러나 그들은 화성 표면의 밝거나 어두운 부분을 바다와 대륙이라고 생각했고, 화성에 짙은 대기가 있다고 여겼다. 화성 표면의 색이 시간에 따라 바뀌는 것도 식생이 계절에 따라 바뀌는 것이라고 생각했으나, 그 원인이 관측의 부정확성이 아니라면 먼지 폭풍 정도밖에 없다는 것이 밝혀진 것은 후대의 일이다.
운하설을 강하게 주장한 학자로는 퍼시벌 로웰이 있는데, 그는 이와 같은 ‘비자연적인 지형(non-natural features)’이 계절에 따라 바뀌는 것은 극관으로부터 물을 대기 위해 발달한 기술이라고 주장했다. 반면 조지프 에드워드 에번스와 에드워드 에머슨 바너드는 화성에서 이러한 지형을 발견할 수 없다고 했고, 1903년 에드워드 월터 먼더는 실험을 통해 어떻게 화성 표면이 줄무늬처럼 보이는 착시가 가능한지를 설명했다. 1907년 앨프리드 러셀 월리스는 그의 책 《화성에 생명체가 살 수 있는가?(Is Mars Habitable?)》에서 화성은 로웰의 추정보다 온도와 대기압이 더 낮을 것이며 분광 분석에서도 수증기의 존재를 증명하지 못했다며 로웰의 주장을 반박했다. 1909년 화성이 충일 때 유진 안토니아디가 파리 천문대의 구경 83cm 망원경으로 관측했을 때에도 수로를 발견하지 못 했다.

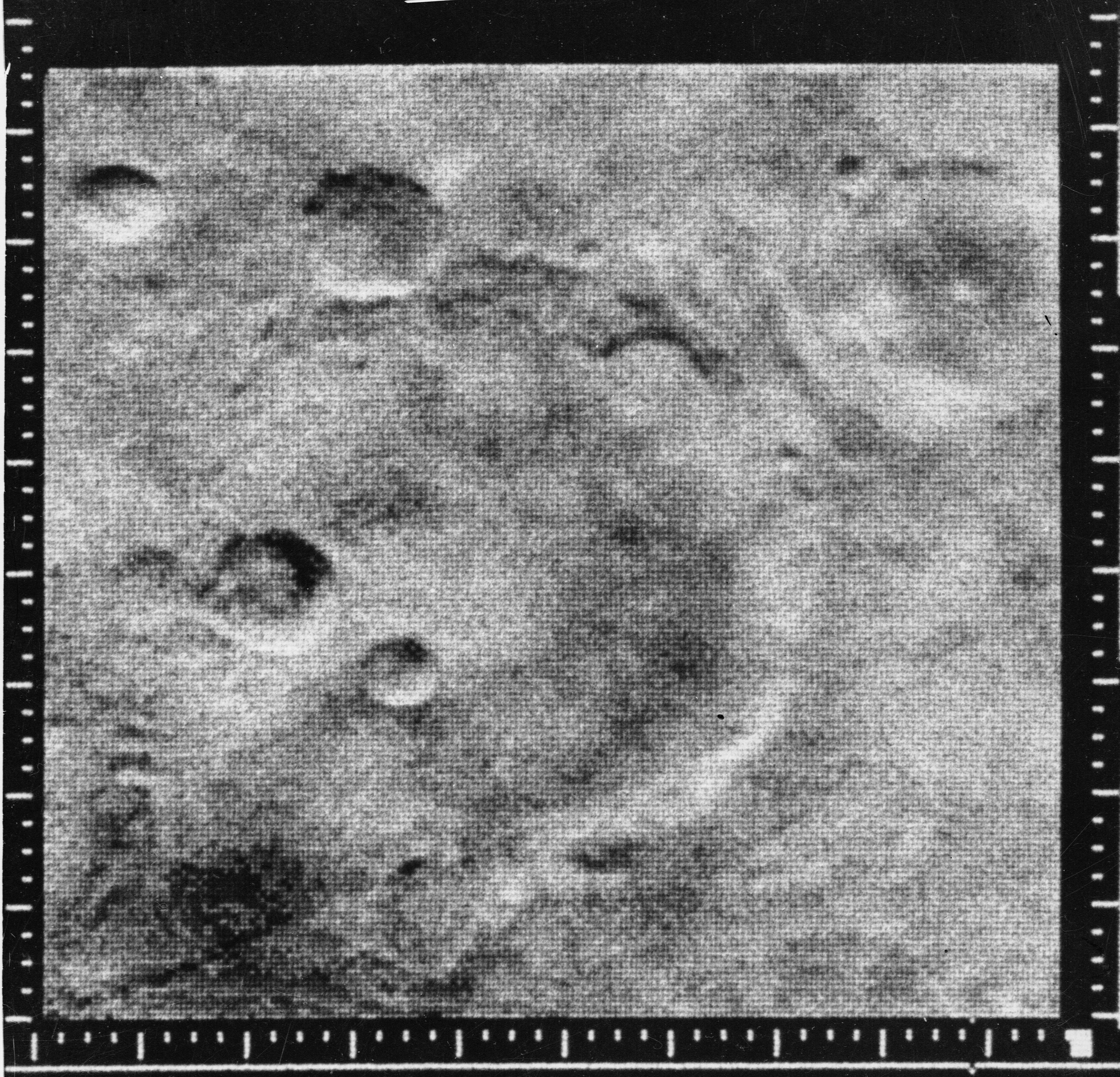
1965년 매리너 4호의 화성 표면 사진.

1965년 매리너 4호가 크레이터 투성이의 메마른 화성 지표의 사진을 찍었을 때에야 비로소 운하에 대한 논란에 종지부를 찍게 되었다.

## 같이 보기
- 화성인